# Тулд, Томас
Томас Генри Тулд (англ. Thomas Henry Thould; 11 января 1886, Уэстон-сьюпер-Мэр — 15 июня 1971, Уэстон-сьюпер-Мэр) — британский ватерполист (полузащитник), чемпион летних Олимпийских игр 1908.
На Играх 1908 в Лондоне Тулд входил в состав британской сборной. Выйдя сразу в финал, она обыграла Бельгию и получила золотые медали. Вместе с Полом Радмиловичем представлял клуб «Уэстон-сьюпер-Мэр» (четырежды становившийся чемпионом Англии между 1906 и 1925 годами).
Служил в Корпусе королевских инженеров, воевал во Франции и Палестине. 35 лет проработал клерком в газовой компании. Его отец Томас Генри владел пансионом, был президентом Любительской плавательной ассоциации Сомерсета.